# عبد الرحمن قحل
عبد الرحمن قاسم قحل لاعب كرة قدم سعودي ، يلعب في نادي الوطني.

## مسيرة اللاعب
بدأ مع نادي الوطني وانتقل إلى نادي الذهب في عام 2023 وعاد إلى نادي الوطني في عام 2024.